# Szkoła Mariacka w Gdańsku
Szkoła Mariacka w Gdańsku – zrekonstruowany budynek (z 1581) na Głównym Mieście przy ulicy Chlebnickiej 2.
Kamieniczka ustawiona jest do ulicy dłuższym bokiem, przez co zamiast typowej dla Gdańska wąskiej fasady z wysokim szczytem otrzymała elewację czterookienną, a w górnej kondygnacji dwie szerokie lukarny, zwieńczone jednakowymi szczytami. Wystrój fasady, w którym podziały i dekoracje z jasnego piaskowca kontrastowały z ciemniejszym tłem ściany licowanej drobną cegłą, był typowy dla gdańskiej odmiany niderlandzkiego manieryzmu ze schyłku XVI wieku. Duże okna zamknięte zostały u góry eliptycznymi łękami odciążającymi. Każda kondygnacja zwieńczona jest silnie zarysowanym belkowaniem z pięcioma płytami kamiennymi o na ogół geometrycznej ornamentyce; jedynie dwie płyty dolnego fryzu przedstawiają maszkarony. Szczyty lukarn ozdobione są kamiennymi taśmami ornamentu okuciowego i ujęte parami wolut i esownic. Górne esownice ozdobione są głowami orłów. Każdy ze szczytów zakończony jest przyczółkiem zwieńczonym szyszką. We fryzie dzielącym szczyty na kondygnacje znalazły się popiersia wojowników.
Budynek powstał w 1581 jako siedziba szkoły przy kościele Mariackim (łac. schola mariana) i w tym charakterze użytkowany był prawdopodobnie do 1652. W okresie późniejszym połączono go z Nowym Domem Ławy przy Długim Targu 43 i służył różnym funkcjom, m.in. w XIX wieku mieściły się w nim biura pruskiej admiralicji, a w latach 1878-1925 urząd stanu cywilnego. Po zniszczeniu w 1945, budynek odbudowywano etapami, ostatecznie zakończono prace dopiero w latach 1974-1976.
Od czasu odbudowy jest to siedziba Gdańskiego Towarzystwa Przyjaciół Sztuki i prowadzonej przez nie Galerii „Punkt”.

## Literatura
- Ryszard Massalski, Odbudowa renesansowej Szkoły Mariackiej w Gdańsku, Rocznik Gdański XXXIV/XXXV, 1974/1975 (wyd. Gdańsk 1976)
- Katalog zabytków sztuki, Miasto Gdańsk, część 1: Główne Miasto, Warszawa 2006, ISBN 83-89101-47-5-6